# Blackwall Mountains
Blackwall Mountains är ett berg i Antarktis. Det ligger i Västantarktis. Argentina, Chile och Storbritannien gör anspråk på området. Toppen på Blackwall Mountains är 1 370 meter över havet, eller 1 051 meter över den omgivande terrängen. Bredden vid basen är 5,6 km.
Terrängen runt Blackwall Mountains är kuperad åt nordväst, men åt sydost är den bergig. En vik av havet är nära Blackwall Mountains norrut. Trakten är obefolkad. Det finns inga samhällen i närheten. 